# Callosciurus honkhoaiensis
Callosciurus honkhoaiensis — вид мишоподібних ссавців родини вивіркових (Sciuridae). Описаний у 2018 році.

## Поширення
Ендемік В'єтнаму. Поширений лише на острові Гон Хоай на крайньому півдні країни.

## Опис
Найближчим родичем є Callosciurus caniceps. Від нього С. honkhoaiensis відрізняється меншими розмірами.